# Giliano Wijnaldum
Giliano Wijnaldum (* 31. August 1992 in Rotterdam) ist ein niederländischer Fußballspieler. Er ist der jüngere Bruder des Nationalspielers Georginio Wijnaldum.

## Laufbahn
Nachdem er ab 2010 für den AZ Alkmaar, ab 2013 für den FC Groningen und ab 2014 für die Go Ahead Eagles in der niederländischen Eredivisie gespielt hatte, stand er in der Saison 2015/16 mit der Rückennummer 3 als Linksverteidiger beim deutschen Zweitligisten VfL Bochum unter Vertrag. Sein bis Juni 2017 laufender Vertrag wurde jedoch am 17. Mai 2016 vorzeitig aufgelöst. Anfang Januar 2017 vermeldete der amerikanische MLS Verein Philadelphia Union die Verpflichtung Wijnaldums.